# Hagmühle (Alfdorf)
Die Hagmühle (früher auch Haagmühle) ist eine ehemalige Wassermühle und ein Wohnplatz im Gemeindeteil Pfahlbronn der Gemeinde Alfdorf im baden-württembergischen Rems-Murr-Kreis.

## Lage
Die Hagmühle liegt rechtsseits des Flüsschens im Tal der Lein, zwischen dem Weiler im Ostnordosten Rienharz und dem Haghof uim Südsüdwesten. Etwa 1,8 Kilometer flussaufwärts lag die 1899 abgebrannte Neufertssägmühle.

## Geschichte
Die Hagmühle beziehungsweise ihre Vorgängerbauten gehen bis ins Mittelalter zurück. 1417 wird die Hagmühle in einer Urkunde erstmals erwähnt. 1438 verkaufte sie ein Heinz (von Reinhartz zu Reinhartz) die Mühle für 29 Goldgulden an die Pfleger der Kirche zu Gebenweiler. Nach Heinrich Prescher erwarb Schenk Albrecht von Limpurg die Mühle zusammen mit Breitenfürst. Seit dieser Zeit teilte sie ihr Schicksal mit dem Haghof. Im 17. Jahrhundert ging die Mühle in den Besitz der Familie Seiz über. Den großen Zehnten musste die Mühle jeweils zur Hälfte an den Staat und an die Grafen von Pückler abgeben. Der kleine Zehnte ging jeweils zur Hälfte an die Grafen Pückler und die Pfarrei Welzheim. Im 19. Jahrhundert verfügte die Mühle über drei Wasserräder. Die Mühle war bis zum Tode des letzten Hagmüllers 1974 in Betrieb. 1995 wurde ein Nebengebäude (ein ehemaliger Viehstall) abgerissen.
Die Hagmühle ist seit 1978 eine Station des Mühlenwanderwegs.

### Einwohnerentwicklung
- 1845: 11 Einwohner
- 1847: 13[1]